# Lil Kleine

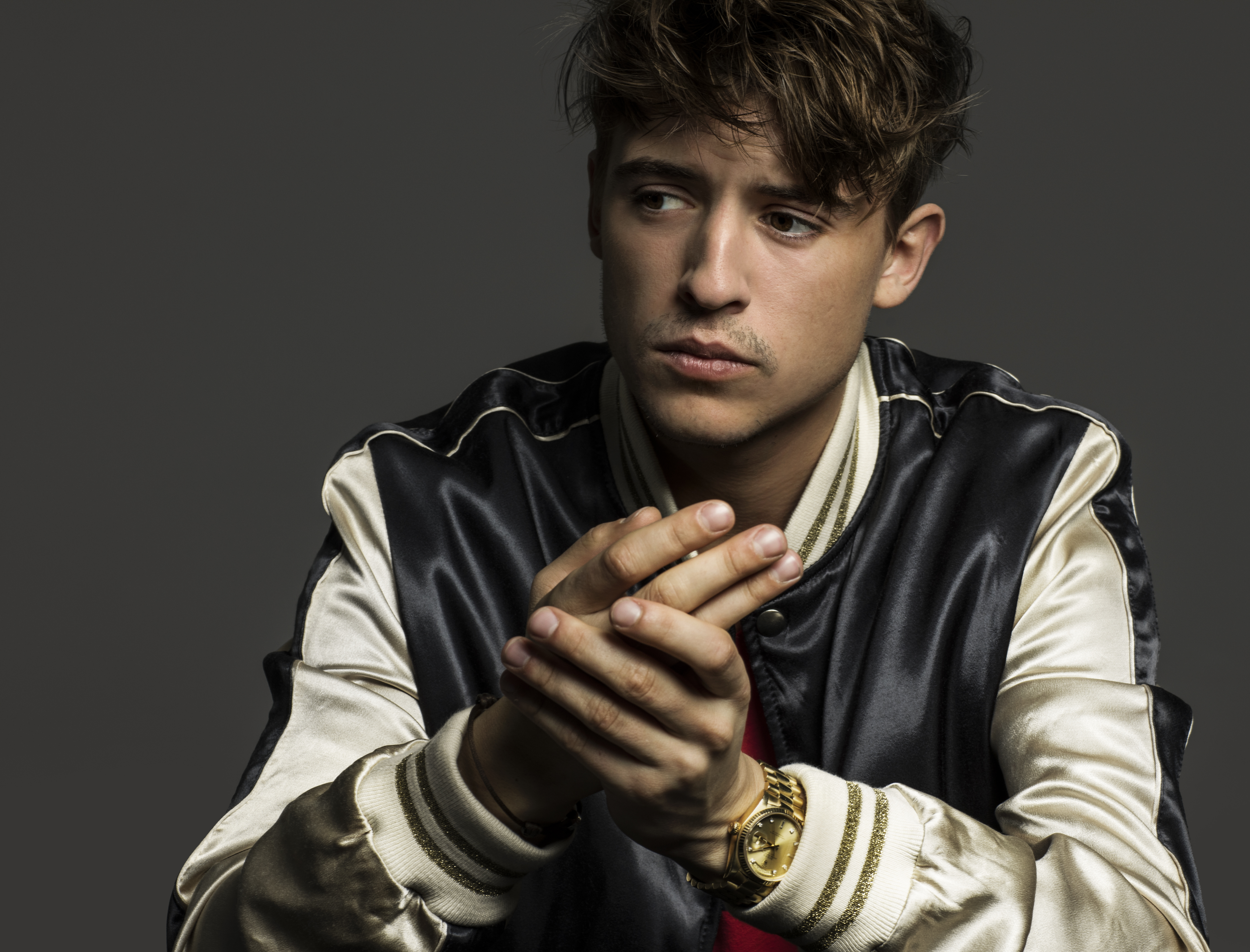
Lil Kleine (2017)

Lil Kleine (* 15. Oktober 1994 in Amsterdam als Jorik Scholten), auch Lil’ Kleine geschrieben, ist ein niederländischer Rapper aus Amsterdam. Bekannt wurde er 2015 mit dem Nummer-eins-Hit Drank & Drugs, der ein Jahr später auch in der deutschsprachigen Version Stoff & Schnaps erfolgreich war.

## Biografie
In seiner Jugend beschäftigte sich Jorik Scholten alias Lil Kleine mit Tanz und Schauspielerei. Das Zusammentreffen mit dem Rapper Lange Frans brachte ihn aber ins Musikgeschäft und er begleitete ihn in seiner Anfangszeit auf Tour. Seine erste EP-Veröffentlichung hieß Tuig van de richel und sein Song Het leven is een melodie wurde Titelsong des Films Grüße von Mike! (De groeten van Mike!). 2015 nahm er zwei Stücke zusammen mit Ronnie Flex auf. Zeg dat niet wurde auf dem Sampler New Wave veröffentlicht und brachte ihm seine erste kleinere Chartplatzierung. Danach wurde aber das zweite Lied Drank & drugs, das bereits vorher erschienen war, zum Sommerhit und stieg auf Platz 1 der niederländischen Charts, wo es sich drei Wochen hielt.
Anfang 2016 kam Lil Kleines Debütalbum Wop! heraus und stieg direkt auf Platz 1 ein. 9 Wochen stand es an der Spitze und mehr als dreieinhalb Jahre war es, mit zwei kleineren Unterbrechungen, in den Top 100 der niederländischen Albumcharts. In der Jahreshitparade 2016 nahm es Platz 4 ein. Zwei weitere Songs mit Beteiligung von Ronnie Flex kamen in die Top 10.
Der Song Drank & drugs und das Album erreichten auch im niederländischsprachigen Belgien (Flandern) Top-10-Platzierungen und darum entschlossen sich Lil Kleine und Flex, eine deutsche Version des Songs aufzunehmen und im Nachbarland zu veröffentlichen. Ein Jahr nach dem Erfolg in den Niederlanden kam Stoff und Schnaps auch in die deutschen Charts, es erreichte Platz 16 und konnte sich 24 Wochen in der Bestenliste halten. Auch in Österreich kam es in die Charts.
Etwa zur selben Zeit erschien in den Niederlanden das zweite Album Alleen, mit dem er wieder auf Platz 1 einstieg und diesmal sogar 12 Wochen ganz oben stand, länger als das weltweit erfolgreichste Album des Jahres ÷ [Divide] von Ed Sheeran. In der Jahresliste stand allerdings Sheeran an der Spitze und Lil Kleine auf Platz 2. Vier weitere Top-10-Hits hatte er in diesem Jahr, darunter Krantenwijk und Alleen, mit 7 bzw. 4 Platin-Auszeichnungen seine beiden kommerziell erfolgreichsten Hits, die beide zu den Top 10 des Jahres gehörten. Eine landesweite Tour mit 11 Konzerten war an einem Tag ausverkauft. 2018 war er auf dem einzigen Hit von Julien Willemsen alias Shirak vertreten, der seine Hits und Alben produziert hat, und kam erneut in die Top 10. Die Kollaboration Verleden tijd mit dem Den Haager Rapper Frenna wurde sein zweiter Nummer-eins-Hit in den Singlecharts und sein zweiter Platz 2 in der Jahreshitparade.
Danach wurde es ruhiger um den Rapper und mehrere Monate gab es keine neuen Veröffentlichungen. 2019 zur Jahresmitte kam sein erstes Kind zur Welt. Sein nächstes Album Jongen van de straat erschien erst im Frühjahr 2020 und stieg erneut auf Platz 1 der Charts ein.

## Diskografie

### Alben
| Jahr | Titel                | Höchstplatzierung, Gesamtwochen, AuszeichnungChartplatzierungen (Jahr, Titel, Platzierungen, Wochen, Auszeichnungen, Anmerkungen) | Höchstplatzierung, Gesamtwochen, AuszeichnungChartplatzierungen (Jahr, Titel, Platzierungen, Wochen, Auszeichnungen, Anmerkungen) | Anmerkungen                                         |
| Jahr | Titel                | NL | BEF | Anmerkungen                                         |
| ---- | -------------------- | --- | --- | --------------------------------------------------- |
| 2016 | Wop!                 | NL1 ×2Doppelplatin · (190 Wo.)NL                                                                                                  | BEF6 (110 Wo.)BEF | Erstveröffentlichung: 12. Februar 2016              |
| 2017 | Alleen               | NL1 ×5Fünffachplatin · (… Wo.)NL                                                                                                  | BEF3 Gold · (… Wo.)BEF | Erstveröffentlichung: 26. Mai 2017                  |
| 2020 | Jongen van de straat | NL1 Platin · (64 Wo.)NL | BEF2 (32 Wo.)BEF | Erstveröffentlichung: 3. April 2020                 |
| 2021 | Kleine               | NL4 (13 Wo.)NL | BEF24 (6 Wo.)BEF | Erstveröffentlichung: 30. April 2021 EP             |
| 2022 | Ibiza Stories        | NL1 Gold · (39 Wo.)NL | BEF1 (20 Wo.)BEF | Erstveröffentlichung: 28. Januar 2022               |
| 2025 | Don Julio Daddy      | NL14 (… Wo.)NL | — | Erstveröffentlichung: 15. Mai 2025 mit Jonna Fraser |

### Singles
| Jahr | Titel Album                        | Höchstplatzierung, Gesamtwochen, AuszeichnungChartplatzierungen (Jahr, Titel, Album, Platzierungen, Wochen, Auszeichnungen, Anmerkungen) | Höchstplatzierung, Gesamtwochen, AuszeichnungChartplatzierungen (Jahr, Titel, Album, Platzierungen, Wochen, Auszeichnungen, Anmerkungen) | Höchstplatzierung, Gesamtwochen, AuszeichnungChartplatzierungen (Jahr, Titel, Album, Platzierungen, Wochen, Auszeichnungen, Anmerkungen) | Höchstplatzierung, Gesamtwochen, AuszeichnungChartplatzierungen (Jahr, Titel, Album, Platzierungen, Wochen, Auszeichnungen, Anmerkungen) | Anmerkungen                                                                       |
| Jahr | Titel Album                        | NL | BEF | DE | AT | Anmerkungen                                                                       |
| ---- | ---------------------------------- | --- | --- | --- | --- | --------------------------------------------------------------------------------- |
| 2015 | Zeg dat niet –                     | NL37 ×2Doppelplatin · (3 Wo.)NL | — | — | — | Erstveröffentlichung: 10. April 2015 mit Ronnie Flex                              |
| 2015 | Drank & drugs –                    | NL1 ×3Dreifachplatin · (14 Wo.)NL | BEF3 Gold · (18 Wo.)BEF | — | — | Erstveröffentlichung: 7. April 2015 mit Ronnie Flex; NL: Platz 14 / 2015          |
| 2015 | Round & round –                    | NL19 ×2Doppelplatin · (10 Wo.)NL | — | — | — | Erstveröffentlichung: 28. August 2015 mit Dyna, Firstman, & Bollebof              |
| 2016 | Niet omdat het moet Wop!           | NL3 ×3Dreifachplatin · (10 Wo.)NL | BEF38 (2 Wo.)BEF | — | — | Erstveröffentlichung: 12. Februar 2016 feat. Ronnie Flex                          |
| 2016 | 1, 2, 3 Wop!                       | NL5 ×2Doppelplatin · (8 Wo.)NL | — | — | — | Erstveröffentlichung: 22. April 2016 feat. Ronnie Flex                            |
| 2016 | Stoff und Schnaps –                | — | — | DE16 Platin · (24 Wo.)DE | AT65 (4 Wo.)AT | Erstveröffentlichung: 8. Juli 2016 mit Ronnie Flex; Übersetzung von Drank & drugs |
| 2016 | Vakantie –                         | NL32 Platin · (3 Wo.)NL | — | — | — | Erstveröffentlichung: 5. August 2016                                              |
| 2017 | Alleen                             | NL5 ×4Vierfachplatin · (9 Wo.)NL | BEF12 Gold · (13 Wo.)BEF | — | — | Erstveröffentlichung: 14. April 2017 NL: Platz 7 / 2017                           |
| 2017 | 4× duurder –                       | NL9 ×3Dreifachplatin · (9 Wo.)NL | — | — | — | Erstveröffentlichung: 5. Mai 2017 mit SBMG & DJ Stijko                            |
| 2017 | Krantenwijk Alleen                 | NL4 ×7Siebenfachplatin · (13 Wo.)NL | BEF4 Platin · (21 Wo.)BEF | — | — | Erstveröffentlichung: 23. Juni 2017 feat. Boef; NL: Platz 3 / 2017                |
| 2017 | Loterij Alleen                     | NL15 ×3Dreifachplatin · (12 Wo.)NL | BEF29 Gold · (11 Wo.)BEF | — | — | Erstveröffentlichung: 23. Juni 2017 feat. Ronnie Flex                             |
| 2018 | Ze willen mee –                    | NL14 ×2Doppelplatin · (10 Wo.)NL | — | — | — | Erstveröffentlichung: 30. März 2018 Hardwell, Bizzey, Lil Kleine & Chivv          |
| 2019 | Dichterbij je Jongen van de straat | NL— PlatinNL | BEF44 (3 Wo.)BEF | — | — | Erstveröffentlichung: 3. Mai 2019                                                 |
| 2020 | Jongen van de straat               | NL32 Platin · (4 Wo.)NL | — | — | — | Erstveröffentlichung: 27. März 2020                                               |
| 2020 | Mij niet eens gezien –             | NL19 (6 Wo.)NL | — | — | — | Erstveröffentlichung: 24. Juli 2020 mit Kris Kross Amsterdam & Yade Lauren        |
| 2025 | Lies –                             | NL32 (3 Wo.)NL | — | — | — | Erstveröffentlichung: 27. Juli 2025 mit Yade Lauren                               |

Weitere Singles
- 2013: Zo verdomd alleen (feat. Danny de Munk)
- 2015: Investeren in de liefde (mit SFB, Ronnie Flex & Bokoesam, NL: ×3Dreifachplatin )
- 2015: No Go Zone (mit Jandro, Idaly, Bokoesam, Def Major & Ronnie Flex, NL: ×2Doppelplatin )
- 2015: Hoog / laag (mit Ronnie Flex, Idaly, Kokoesam & Jonna Fraser, NL: Platin)
- 2015: Liegen voor de rechter (mit Ronnie Flex & Jonna Fraser, NL: Gold)
- 2015: Dom dom dom (mit Bokoesam & Cartiez, NL: Gold)
- 2016: Ff nieuwe Sannie halen (Vakantie Remix) (mit Mula B)
- 2016: 43 (mit Kokoesam & D-Double, NL: Gold)
- 2017: Je gaat zo dik (NL: Gold)
- 2017: Hop hop hop (feat. Mr. Polska)
- 2019: Het geluid (NL: Gold)
- 2019: Rook (NL: Gold)
- 2019: Af en toe (NL: Gold)
- 2019: 4 Life (mit Jonna Fraser, NL: Platin)
- 2019: Vol
- 2019: Blijven
- 2020: Joanne (NL: Gold)
- 2021: Gabber (mit Tino Martin, NL: Gold)

### Als Gastmusiker
| Jahr | Titel Album              | Höchstplatzierung, Gesamtwochen, AuszeichnungChartplatzierungen (Jahr, Titel, Album, Platzierungen, Wochen, Auszeichnungen, Anmerkungen) | Höchstplatzierung, Gesamtwochen, AuszeichnungChartplatzierungen (Jahr, Titel, Album, Platzierungen, Wochen, Auszeichnungen, Anmerkungen) | Höchstplatzierung, Gesamtwochen, AuszeichnungChartplatzierungen (Jahr, Titel, Album, Platzierungen, Wochen, Auszeichnungen, Anmerkungen) | Höchstplatzierung, Gesamtwochen, AuszeichnungChartplatzierungen (Jahr, Titel, Album, Platzierungen, Wochen, Auszeichnungen, Anmerkungen) | Anmerkungen                                                                                                |
| Jahr | Titel Album              | NL | BEF | DE | AT | Anmerkungen                                                                                                |
| ---- | ------------------------ | --- | --- | --- | --- | --- |
| 2017 | Patsergedrag Picasso     | NL9 ×3Dreifachplatin · (12 Wo.)NL | BEF21 Gold · (19 Wo.)BEF | — | — | Erstveröffentlichung: 29. September 2017 Sevn Alias feat. Lil Kleine & Boef                                |
| 2018 | Beetje moe Lente         | NL15 Platin · (9 Wo.)NL | — | — | — | Erstveröffentlichung: 23. März 2018 Kevin feat. Lil Klein & Chivv                                          |
| 2018 | Miljonair –              | NL6 ×2Doppelplatin · (12 Wo.)NL | BEF25 (10 Wo.)BEF | — | — | Erstveröffentlichung: 13. Juli 2018 $hirak feat. SBMG, Lil Kleine, Boef & Ronnie Flex; NL: Platz 12 / 2018 |
| 2018 | Verleden tijd Francis    | NL1 Diamant · (13 Wo.)NL | BEF7 Platin · (18 Wo.)BEF | — | — | Erstveröffentlichung: 7. September 2018 Frenna feat. Lil Kleine; NL: Platz 2 / 2018                        |
| 2021 | Uhuh Talou               | NL11 ×2Doppelplatin · (9 Wo.)NL | BEF— PlatinBEF | — | — | Erstveröffentlichung: 12. August 2021 $hirak feat. Ronnie Flex, Yssi SB & Lil Kleine                       |
| 2023 | Herinnering Luxeprobleem | NL12 Gold · (6 Wo.)NL | — | — | — | Erstveröffentlichung: 9. Februar 2023 Boef feat. Lil Kleine & hirak                                        |
| 2023 | Pornstar Martini –       | NL19 Platin · (5 Wo.)NL | BEF45 Gold · (3 Wo.)BEF | — | — | Erstveröffentlichung: 25. Mai 2023 $hirak feat. Cristian D, Lil Kleine & Boef                              |

Weitere Gastbeiträge
- 2014: Spijt / Keizer feat. Lil Kleine (NL: Gold)
- 2016: Alleen / Giocatori feat. Ronnie Flex, Lil Kleine & Sjaak
- 2016: Belazerd / Glowinthedark & SFB feat. Philly Moré & Lil Kleine
- 2016: Bijna / Hef feat. Lil Kleine
- 2018: 1 op jou / Sjaak & Sidney Samson feat. Lil Kleine
- 2018: Gedrag / SMBG featuring Lil Kleine (NL: Platin)
- 2019: Enkelsok / Sevn Alias feat. Lil Kleine
- 2019: Je kent ’t wel / Chivv feat. Lil Kleine & Frsh (NL: Gold)

## Auszeichnungen für Musikverkäufe
| Goldene Schallplatte - Niederlande - 2017: für das Lied Goud - 2019: für das Lied Volg me - 2021: für das Lied Vandaan - 2021: für das Lied Regen - 2022: für das Lied Jongens Van Plein - 2023: für das Lied Batterij - 2023: für das Lied Commotie - 2023: für das Lied Jij & Ik - 2023: für das Lied Jongens Van De Stad - 2023: für das Lied Nooit meer / Ooit Weer - 2023: für das Lied Opladen / Loslaten - 2023: für das Lied Vliegtuig | Platin-Schallplatte - Niederlande - 2017: für das Lied Kleine jongen - 2017: für das Lied Succesvol - 2021: für das Lied Dansen Aan De Gracht - 2023: für das Lied Gemaakt Voor Dit - 2023: für das Lied Halen & Trekken - 2023: für das Lied Liegen Voor Jou - 2023: für das Lied Volume 2× Platin-Schallplatte - Niederlande - 2016: für das Lied Zeg dat niet (Jack Shirak Remix) - 2023: für das Lied Net Iets Meer |

Anmerkung: Auszeichnungen in Ländern aus den Charttabellen bzw. Chartboxen sind in ebendiesen zu finden.
| Land/RegionAuszeichnungen für Musikverkäufe (Land/Region, Auszeichnungen, Verkäufe, Quellen) | Gold       | Platin       | Diamant  | Verkäufe  | Quellen           |
| -------------------------------------------------------------------------------------------- | ---------- | ------------ | -------- | --------- | ----------------- |
| Belgien (BRMA)                                                                               | 6× Gold6   | 3× Platin3   | —        | 125.000   | ultratop.be       |
| Deutschland (BVMI)                                                                           | —          | Platin1      | —        | 400.000   | musikindustrie.de |
| Niederlande (NVPI)                                                                           | 25× Gold25 | 70× Platin70 | Diamant1 | 4.015.000 | nvpi.nl           |
| Insgesamt                                                                                    | 31× Gold31 | 74× Platin74 | Diamant1 |           |                   |